# Juraynah
Juraynah جرينة es una ciudad en la gobernación de Madaba, en el noroeste de Jordania.
Está situada al norte de Madaba, a unos cinco kilómetros del centro de la gobernación, y a unos veintiséis kilómetros al sur de Amán. Administrativamente, está afiliado al municipio del Gran Madaba y al distrito de Juraynah de la gobernación de Madaba. Juraynah es la puerta norte a la gobernación de Madaba desde Amán.

## Historia y memoria del lugar.
El nombre de la ciudad no ha cambiado a lo largo de los años y proviene de la palabra árabe "juran" ( جرن ), que se refiere a una extensión rocosa de agua entre rocas. Este nombre refleja la ubicación del pueblo en una zona baja entre asentamientos vecinos, asemejándose a una tinaja de agua por sus numerosos manantiales y cómo se acumula el agua de lluvia en su terreno bajo. Con el tiempo, el nombre evolucionó a "Jurayn" ( جرين ), luego se feminizó a "Juraynah" ( جرينة ), posiblemente debido al cariño por el lugar. Este nombre ayudó a distinguir el pueblo, especialmente porque se asoció con el clan Al Shawabkeh ( عشيرة الشوابكة ) que se estableció allí en el siglo XVIII, lo que llevó a su nombre coloquial "Jurenet Alshawabkeh" ( جرينة الشوابكة ).
Con el florecimiento de las actividades agrícolas, incluidos campos exuberantes, abundantes frutas y agricultores trabajadores, el pueblo se ganó el sobrenombre de "Junaynah" ( جنينة ), que significa jardín en árabe, entre sus residentes. Este apodo refleja la vitalidad agrícola y la belleza natural del pueblo. Las fértiles tierras de Junaynah se hicieron famosas por su productividad, atrayendo a colonos y comerciantes de las regiones vecinas. Con el tiempo, Junaynah evolucionó hasta convertirse en un bullicioso centro agrícola, conocido en todas partes por sus prósperos huertos y verdes paisajes.

## Geografía: límites del pueblo y terreno.

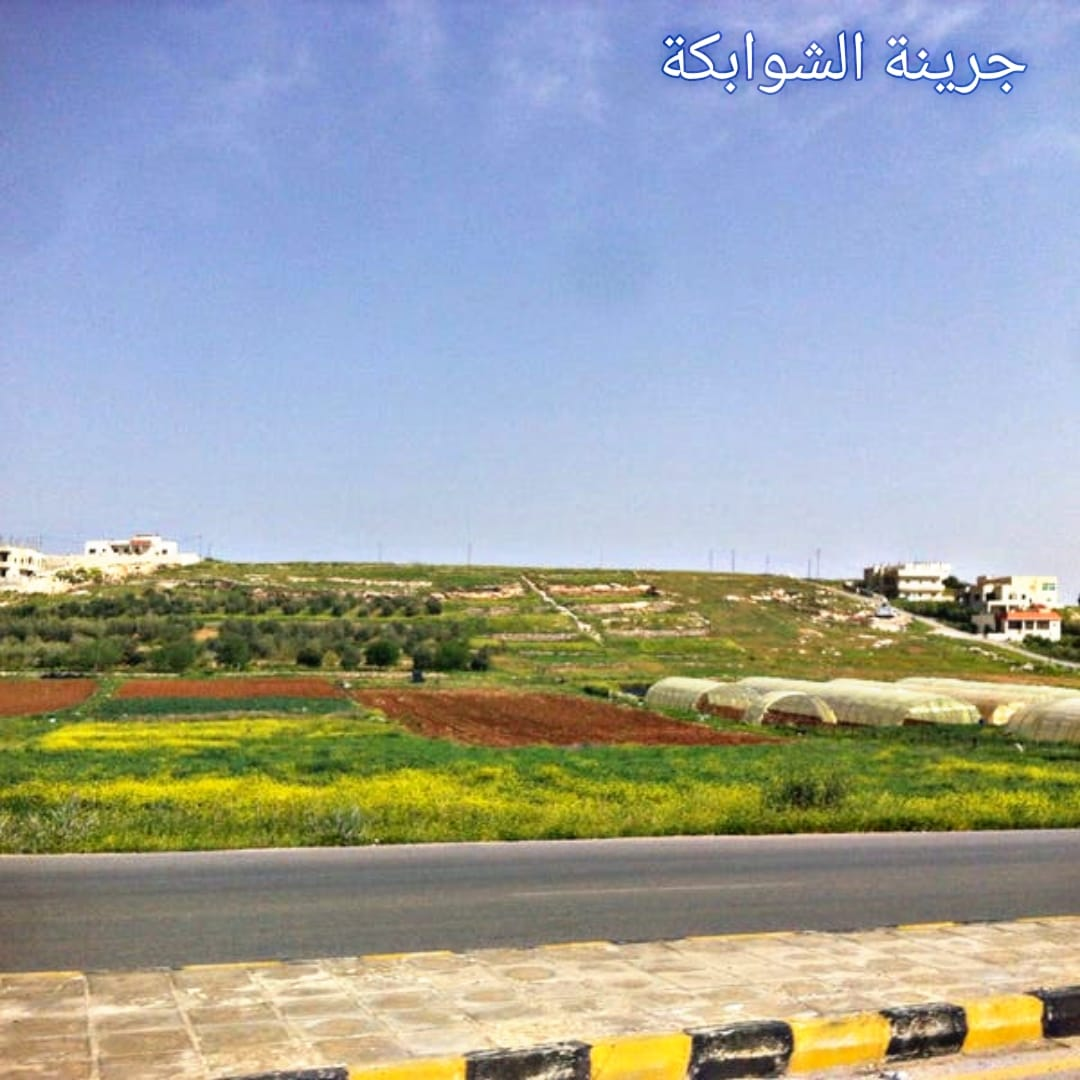
جرينة الشوابكة Juraynah

Un examen exhaustivo de la geografía de Juraynah, que abarca sus fronteras antiguas y contemporáneas, yuxtapone los relatos proporcionados por los aldeanos con las realidades actuales de la zona. Históricamente, la división catastral de la aldea comprendía cuatro cuencas: las cuencas oriental y occidental de Juraynah (حوض جرينة الشرقي والغربي), la cuenca de Abu an-Naml (حوض أبو النمل) y la cuenca de Abu Ardaina (حوض أبو أردينة). Sus antiguas fronteras delineaban su proximidad a varios puntos de referencia: al norte se encontraba Ardi Hisban (أرضي حصبان), al sur, Al-Khattabiah (anteriormente Kfir Abu Sarbut) y Al-Faisaliah (الفيصلية), al este, el pueblo de Manga., y al oeste, Quemado y Jamal (Mar Muerto) (البحر الميت)
Sin embargo, con la expansión del municipio de Amán y la anexión de tierras hisbanas, se produjo un cambio en las fronteras en el lado norte de Juraynah. Ahora linda con los límites del municipio de Amán, en particular demarcados por la Universidad Jordana Alemana y la Estación Agrícola Al-Mashqar (الجامعة الألمانية الأردنية ومحطة المشقر الزراعية). Al oeste se encuentran Granada y El-Arish (الغرناطة والعريش), al sur, Madaba (مادبا), y al este, Manga y la gobernación capital.
Juraynah, famosa por sus tierras fértiles y su clima favorable propicio para los cultivos de verano, cuenta con una gran cantidad de árboles frutales como uvas, higos y granadas (جرينة الشوابكة). Además, el pueblo está adornado con manantiales y pozos de agua como Ain Jamala, Ain Abu Al Asas, Ain Salma y Ain Al Baida (عين جمالة، عين أبو الأساس، عين سلمة، وعين البيضاء). En particular, Juraynah alberga antiguos pozos de agua repartidos por todo el pueblo, con registros históricos que indican la existencia de aproximadamente 79 de esos pozos. Entre ellos, Bir Zagh destaca como particularmente memorable, aunque desde entonces ha desaparecido, enterrado bajo las arenas del tiempo junto con muchos otros.
Además, la zona, famosa por sus cuevas, alberga valiosas antigüedades, incluidos los restos de una iglesia situada en la zona de Al-Barrak, dentro de la cuenca de Abu Ardaina (حوض أبو أردينة).

## Casas y mezquitas

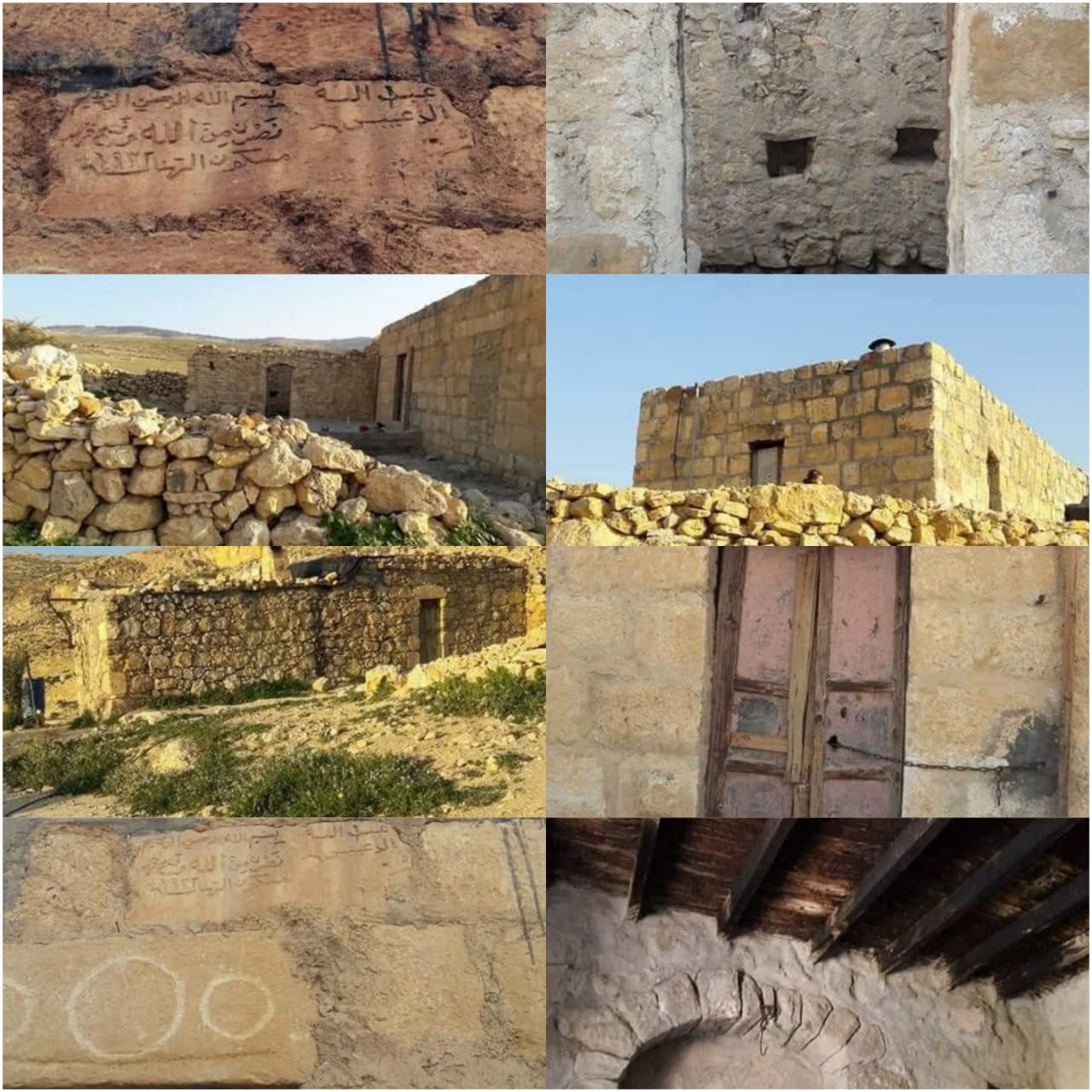
Casa del jeque Abdullah Daibes Shawabkeh en 1932

Al profundizar en la estructura interna de la aldea, los ancianos recuerdan que las primeras casas erigidas en Juraynah pertenecieron a Sheikh Darweesh Suleiman Al-diabat Al-Shawabkeh (الشيخ درويش سليمان الذيابات الشوابكة) y Sheikh Suleiman Daibes Al-Shawabkeh (الشيخ سليمان). دعيبس الشوابكة). Estas casas iniciales se construyeron con piedra en bruto, sentando el precedente para viviendas posteriores. A medida que avanzaba la construcción, la mayoría de las casas se construyeron con barro, tierra y paja, y algunas se adornaron con acabados de yeso. El estilo arquitectónico a menudo incorporaba el sistema de arcos, y los hábiles constructores drusos desempeñaron un papel decisivo en la construcción de las casas de piedra. Los techos generalmente se hacían con barro y caña.
Respecto a la mezquita del pueblo, los vecinos relatan su creación en los años 1950. Inicialmente, las reuniones de oración se llevaban a cabo en el mismo lugar sin una estructura formal. Con el tiempo, se construyeron varias mezquitas modernas, incluida la Mezquita del Pueblo del Bien (مسجد أهل الخير) en el Barrio Este y la Mezquita Al-Abrar (مسجد الأبرار) en el Distrito Sur.

## Educación
En cuanto a la educación en Juraynah, tiene una historia que merece ser esclarecida, ya que comenzó en la etapa pre-escuela pública, y hay un recuerdo para escritores, predicadores y jeques. Salama Al-Khatib y Yassin Abu Al-Khail Al-Shawabkeh asumieron la tarea después de él, y este último cumplía, además de enseñar, la misión de imán y predicador de la mezquita.
Hay tres escuelas en la aldea: la escuela secundaria integral para niños de Juraynah, que incluye una escuela agrícola, la escuela secundaria para niñas de Juraynah y la escuela primaria mixta de Juraynah. También hay dos escuelas privadas, la escuela privada Hateen y el jardín de infantes privado Hittin, y en la frontera entre el municipio de Amán y el municipio de Madaba, y dentro de los límites de la región de Juraynah se encuentra la Universidad Germano-Jordana.

## Salud
Hay un centro de salud, y un centro de salud de atención primaria.

## Sociedad civil
La ciudad cuenta con la Asociación Caritativa de Shawabkeh Villages, la Asociación de Memorización del Corán y el Centro Juvenil Modelo Juraynah.
Hay siete mezquitas en la ciudad.

## Características de Juraynah
1. Un aumento del número de personas educadas en la región, especialmente en los campos científicos (ingeniería y medicina).
2. La abundancia de tierras fértiles y tierras llanas.
3. La dependencia del pueblo del sector agrícola en general.
4. La ciudad está cerca de las fronteras administrativas de la capital, Amán.
5. La ciudad está cerca de la Universidad Germano-Jordana.